# Lithosarctia honei
Lithosarctia hoenei là một loài bướm đêm thuộc phân họ Arctiinae, họ Erebidae.